# Планина-под-Голицо
Планина-под-Голицо (словен. Planina pod Golico) — поселення в общині Єсеніце, Горенський регіон, Словенія. Висота над рівнем моря: 954 м.